# NGC 5089
NGC 5089 је спирална галаксија у сазвежђу Береникина коса која се налази на NGC листи објеката дубоког неба.
Деклинација објекта је + 30° 15' 20" а ректасцензија 13h 19m 39,4s. Привидна величина (магнитуда) објекта NGC 5089 износи 13,5 а фотографска магнитуда 14,2. Налази се на удаљености од 35,1000 милиона парсека од Сунца. NGC 5089 је још познат и под ознакама UGC 8371, MCG 5-31-175, CGCG 160-194, IRAS 13173+3031, CGCG 161-12, WAS 68, KUG 1317+305, PGC 46477.